# Saurita myrrha
Saurita myrrha är en fjärilsart som beskrevs av Druce 1884. Saurita myrrha ingår i släktet Saurita och familjen björnspinnare. Inga underarter finns listade.